# Actinocyclus normanii
Actinocyclus normanii – gatunek okrzemek występujących w wodach morskich i słonawych. 
Opisany po raz pierwszy przez Williama Gregory'ego na podstawie osobników pobranych przez George'a Normana z żołądków żachw żyjących u wybrzeży Hull (Yorkshire), które w związku z tym jest uznane za miejsce typowe. Gregory zaproponował nazwę gatunkową, aby uhonorować odkrywcę. Ponieważ nie opublikował formalnej diagnozy nowego gatunku, zrobił to po jego śmierci Robert Kaye Greville. Wyróżnia się dwa morfotypy: normanii i subsalsus.

## Biologia
Jednokomórkowe osobniki niezebrane w kolonie. Mają kształt bębenkowaty (dyskowaty). Okrywy o rzucie mniej więcej okrągłym, faliste, koncentrycznie wygięte. Pole środkowe wklęsłe lub wypukłe. Średnica pancerzyka zwykle od 25 do 110 µm. Prążki z dość dużymi, wielokątnymi areolami rozłożone promieniście na okrywach. W odcinku 10-mikrometrowym jest ich zwykle 10–13 rzędów. 8–12 areol w 10-mikrometrowym odcinku. U mniejszych osobników areole niezebrane w rządki, lecz bezładnie rozrzucone. Na brzegu okrywy przechodzące z płaszcza areole tworzą cienki pierścień. Wzdłuż krawędzi okrywy zwykle 4–8 równomiernie rozmieszczony rimoportuli. Płaszcz ornamentowany delikatnie, ale wyraźnie. Na brzegu okrywy również oko hyalinowe (pseudonodulus) w postaci jasnej plamki, u mniejszych osobników słabo widoczne. Osobniki formy normanii zwykle większe (30–110 µm średnicy) i o regularniejszej ornamentacji. Osobniki formy subsalsus mniejsze (16–58 µm średnicy).
Stosunkowo podobnym gatunkiem jest Thalassiosira baltica, która ma więcej areoli. Odkrywca gatunku opisuje go jako podobny do Coscinodiscus subtilis.

## Ekologia
Gatunek morski, planktoniczny. Występuje dość powszechnie w strefie litoralnej, zwłaszcza w wodach eutroficznych. Gatunek kosmopolityczny. W Bałtyku występuje powszechnie w południowej części. Występuje w wodach słonawych, przez co określa się go jako euryhaliczny. W Polsce oprócz Bałtyku notowany m.in. w Odrze i Wiśle i niektórych ich dopływach oraz zbiornikach zaporowych. W dolnym odcinku Wisły bywa z jednym ze współdominantów fitoplanktonu. W Anglii w wodach śródlądowych – Tamizie i związanych z nią zbiornikach – notuje się od lat 50. XX w. W Sprewie od lat 20. XX w. Jego pojawianie się w siedliskach, w których wcześniej nie był notowany, wiąże się z eutrofizacją i zasoleniem, przy czym to drugie może wynikać z podwyższonej zawartości jonów wapnia. Jego pojawianie i rozprzestrzenianie się w wodach śródlądowych sprawia, że niektórzy uważają go za gatunek inwazyjny w takim środowisku. 
W polskim fitoplanktonowym wskaźniku jakości wód rzecznych ma wartość w=4,0, co oznacza, że jest wskaźnikiem wód eutroficznych. 